# Abigail Lawrie
Abigail Lawrie (* 1997 in Aberdeen) ist eine schottische Schauspielerin. Im englischsprachigen Raum wurde sie durch ihre Rolle in der BBC-Adaption des J. K. Rowling-Romans Ein plötzlicher Todesfall bekannt.
Lawrie wurde 1997 in Aberdeen geboren und wuchs dort mit ihren beiden Brüdern bis zu ihrem 14. Lebensjahr auf. Anschließend zog sie mit ihrer Familie nach Twickenham in London, wo sie die Harrodian School besuchte. Dort spielte sie in vielen Theateraufführungen ihrer Schule mit inklusive eines zweiwöchigen Gastspiels auf dem Edinburgh Festival.
Bereits mit ihrer ersten Film- und Fernsehrolle wurde Lawrie 2015 einem größeren Publikum bekannt, als sie den unter schwierigen sozialen Bedingungen aufwachsenden Teenager Krystal Weedon in der Verfilmung von J. K. Rowlings Roman Ein plötzlicher Todesfall spielte. Im Herbst des gleichen Jahres war sie auch in London auf der Bühne zu sehen, sie spielte in der Inszenierung von When We Were Women des Orange Tree Theatre. 2017 verkörperte sie Sophie Lancaster in dem BBC-Film Murdered for Being Different, der auf der Ermordung von Sophie Lancaster im Jahre 2007, einen Aufsehen erregenden Fall von Jugendkriminalität in England, beruht. Zudem war sie im selben Jahr in einer Nebenrolle im französischen Kinofilm Die Macht des Bösen und in einer Hauptrolle in der Fernsehserie Tin Star zu sehen.

## Werk (Auswahl)
Filmografie
- 2015: Ein plötzlicher Todesfall (The Casual Vacancy, Miniserie, 3 Folgen)
- 2017: Die Macht des Bösen (The Man with the Iron Heart)
- 2017: Murdered for Being Different (Fernsehfilm)
- 2017–2020: Tin Star (Fernsehserie, 25 Folgen)
- 2019: Our Ladies
- 2022: Canyon Del Muerto
- 2022: Strike (Fernsehserie, 3 Folgen)
- 2023: Good Omens (Fernsehserie, Folge 2x03)
- 2023: No Escape (Fernsehserie, 7 Folgen)

Theater
- 2015: When We Were Women (Orange Tree Theatre, London)
- 2017: This Beautiful Future (The Yard Theatre)

## Auszeichnungen
BAFTA Scotland Award
- 2021: Auszeichnung als Beste Schauspielerin – Fernsehen (Tin Star)[5]